# Hermandad de la Macarena (Sevilla)
La Hermandad de la Esperanza Macarena es una hermandad de culto católico que tiene sede en la basílica de Santa María de la Esperanza Macarena, en el distrito Casco Antiguo y barrio Macarena, de la ciudad de Sevilla, en la comunidad autónoma de Andalucía (España). Su nombre completo y oficial es Real, Ilustre y Fervorosa Hermandad y Cofradía de Nazarenos de Nuestra Señora del Santo Rosario, Nuestro Padre Jesús de la Sentencia y María Santísima de la Esperanza Macarena. 
La fundación de la hermandad tiene lugar en el convento de San Basilio de Sevilla en 1595. Las primeras reglas, redactadas por fray Bernardo de la Cruz (cuyo deseo era el de proveer de una hermandad asistencial al Hospital de las Cinco Llagas), fueron aprobadas el 24 de noviembre de ese mismo año. En esa fundación fue muy importante el apoyo del gremio de hortelanos de la ciudad. La corporación se traslada a la parroquia de San Gil en 1653 y establecerá su sede en la basílica una vez finalizada su construcción en 1949.
Realizó su primera salida procesional en 1615 y en la actualidad realiza su estación de penitencia durante la madrugada del Viernes Santo con dos de sus tres advocaciones: el paso del misterio de Jesús de la Sentencia, acompañado de la Centuria Romana de la Macarena, y el palio de María Santísima de la Esperanza Macarena en una procesión que se prolonga durante 14 horas y media, siendo la más larga de las que participa en la conocida madrugada sevillana, y de toda la ciudad, junto con la de La Sed (14:30 h) seguido por El Polígono de San Pablo (14:20h) y El Cerro (14:15 h).

## Historia

### Siglos XVI-XVII

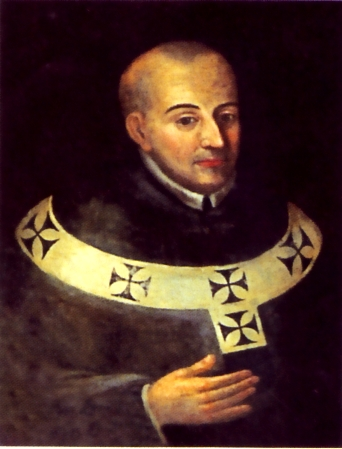
Retrato de Gonzalo de Campo, provisor general de Sevilla, quien autorizó a la hermandad a realizar su primera salida procesional en el año 1615 tras el Cristo de la Hermandad de la Humildad.

En el año 1595 el gremio de hortelanos fundó la cofradía de Nuestra Señora de la Esperanza y Hermandad de Penitencia en el desaparecido convento de San Basilio, ubicado en el barrio de Feria y perteneciente a la parroquia de Omnium Sanctorum, siendo aprobadas sus primeras reglas el 24 de noviembre del citado año por Rodrigo de Castro Osorio, cardenal-arzobispo de Sevilla. En 1613 solicitaron a Gonzalo de Campo, provisor general de la archidiócesis de Sevilla, realizar estación de penitencia, pero este les autorizó solo para procesionar detrás del Cristo de la Hermandad de la Humildad, hecho que debió repetirse desde 1615 hasta 1622, aunque llevando estandarte y vestimenta propios. Realizó su primera estación de penitencia de manera independiente en la tarde del Viernes Santo de 1624, y en 1628 pasó a instalarse en la madrugada del mismo día, concertando con el escultor Pedro Nieto Montañés en 1630 la ejecución de un crucificado para incorporarlo a la procesión.
En el año 1653 la cofradía se trasladó a la parroquia de San Gil, fusionándose con la cofradía de Nuestra Señora del Santo Rosario, que veneraba la Virgen del Rosario de la Macarena, y un año más tarde añadió nuevos capítulos a sus reglas, agregando la advocación de Jesús de la Sentencia, por lo que modificó su nombre, pasando a ser Cofradía de la Sentencia de muerte que dieron a Cristo Nuestro Redentor y Nuestra Señora de la Esperanza. El mismo año se encargó al escultor Cristóbal Pérez la ejecución de la imagen de Jesús de la Sentencia, y de las siete imágenes secundarias del misterio. Como acompañamiento del mismo se creó entre 1653 y 1657 la Centuria Romana de la Macarena, y ya en 1658 realizaba su estación de penitencia con los tres pasos: el Cristo de la Sentencia, el crucificado y la Virgen de la Esperanza.
En 1659 se ejecutó el proyecto para edificar una capilla propia en San Gil, cuya adquisición se hizo efectiva mediante escritura otorgada el 13 de julio de 1670. El papa Inocencio XI concedió en 1684 el privilegio del Jubileo de las Cuarenta Horas y exposición del Santísimo Sacramento el día de la Invención de la Cruz al altar de la Virgen de la Esperanza, y las obras de la capilla finalizaron en 1691. Entre los años 1681 y 1683 el escultor Cristóbal Pérez realizó un nuevo paso para el Cristo de la Sentencia y reformó por completo el misterio, llamando la atención por su opulencia, y en 1689 y 1690 se sustituyó el paso de palio de la Virgen por uno con varales de plata, cielo de terciopelo blanco bordado y peana de plata realizada por el orfebre Francisco de Godoy, constituyendo uno de los más ricos de la ciudad en el momento. A finales de siglo, se establecía por lo general la hora de salida de la hermandad a las cuatro de la madrugada.

### SiglosXX-XXI
En 1936 la iglesia de San Gil fue incendiada, en la noche del 18 de julio, a manos de un grupo de radicales, como en otras muchas iglesias de Andalucía, pero las imágenes que se albergaban en su interior se salvaron de las llamas por haber sido previamente trasladadas en secreto por un grupo de hermanos a distintos lugares. La imagen de la Santísima Virgen se trasladó dentro de un cajón de madera en camioneta a una casa en la calle Órfila. Tras el incendio, con la intermediación del general golpista Queipo de Llano, se construyó la Basílica de la Macarena, a donde se trasladó definitivamente en 1949 hasta nuestros días.
En 1964, La Esperanza Macarena es coronada canónicamente en la Catedral de Sevilla el 31 de mayo.
En 1989, La Virgen fue trasladada a la Catedral para conmemorar el XXV aniversario de la Coronación de La Macarena, teniendo lugar el 31 de mayo una Triunfal Salida Extraordinaria hasta su Basílica.
En septiembre de 1995, la Esperanza Macarena es trasladada hasta el Arco de La Macarena (donde había preparado un altar especial) donde se ofició un pontifical por el IV Centenario de la fundación de la Hermandad. Posteriormente, la Virgen realizó una salida extraordinaria por las calles de su barrio.
En la madrugá del 18 de septiembre de 2010, la Santísima Virgen fue trasladada sobre su paso (pero sin palio) hasta el Estadio Olímpico de Sevilla para presidir el acto de Beatificación de Madre María de la Purísima. En la tarde de ese día se procedió a la solemne procesión extraordinaria de regreso en la cual atravesó por primera vez el Río Guadalquivir y visitó por primera vez el Hospital Virgen Macarena. Se calcula que esta fue la más multitudinaria procesión que jamás ha habido en Sevilla.
En mayo de 2014, tuvieron lugar los actos conmemorativos del 50 aniversario de la Coronación Canónica. Para ello, la Virgen salió en Procesión Extraordinaria en la tarde del día 24 hasta la Santa Iglesia Catedral. Durante las casi 12 horas que duró dicha procesión, visitó la Parroquia de Omnium Sanctorum, la Capilla de la Hermandad de Montesión, la Iglesia de San Juan de la Palma, el Convento de las Hermanas de la cruz y la Iglesia de la Anunciación. En la Plaza de San Francisco había instalada una gran alfombra de sal procedente de Sanlúcar de Barrameda, y las portadas del Corpus conmemorativas de esta efeméride. Para esta procesión, la Virgen lució el manto de tisú.
Los días 25, 26 y 27, la Virgen estuvo expuesta en Devoto Besamanos en la Iglesia del Sagrario, siendo este el besamanos más mutltitudinario que se ha vivido en la historia de Sevilla. Las colas, de casi 4 horas, bordearon la Catedral durante éstos días, y la hermandad acordó no cerrar el Besamanos hasta que pasase la última persona.
Ya los días siguientes, 28, 29 y 30,se celebró un Triduo en el Altar del Jubileo de la Catedral de Sevilla. Estuvo la Virgen entronizada en el paso de la Virgen del Rosario, y luciendo el manto "camaronero".
El sábado 31 de mayo, a las 8 de la mañana, la Virgen salía de la Catedral en su paso de palio para dirigirse hasta la Plaza de España (Sevilla) para celebrar la Misa Estacional presidida por el arzobispo de Sevilla, Monseñor Asenjo. Una vez acabada, y acompañada de cientos de representaciones de hermandades, se dirigió hasta el Rectorado de la Universidad, sede de la hermandad de los Estudiantes. Y a las 18h comenzó la Triunfal Procesión Extraordinaria, que le llevaría por casi toda la ronda histórica hasta su Basílica de La Macarena. Visitó la Capilla de los Negritos, la hermandad de los Gitanos, la Basílica de María Auxiliadora, la casa natal de Santa Ángela de la Cruz, la Parroquia de San Julián y la iglesia de San Gil, llegando ya a su Templo a las claras del día 1 de junio donde concluyó una Procesión de casi 24 horas.
El 6 de septiembre de 2023 llaman primera institución de Sevilla al Real Betis Balompié por el número de socios que tiene olvidando que es el número de títulos lo que hace grande a una institución deportiva. Se lo achacan a que el Hermano Mayor es de San Sebastián y aunque puede creer en la Santísima Virgen, Madre de Dios, nunca podrá saber qué significa ser macareno.

## Escudo e insignias

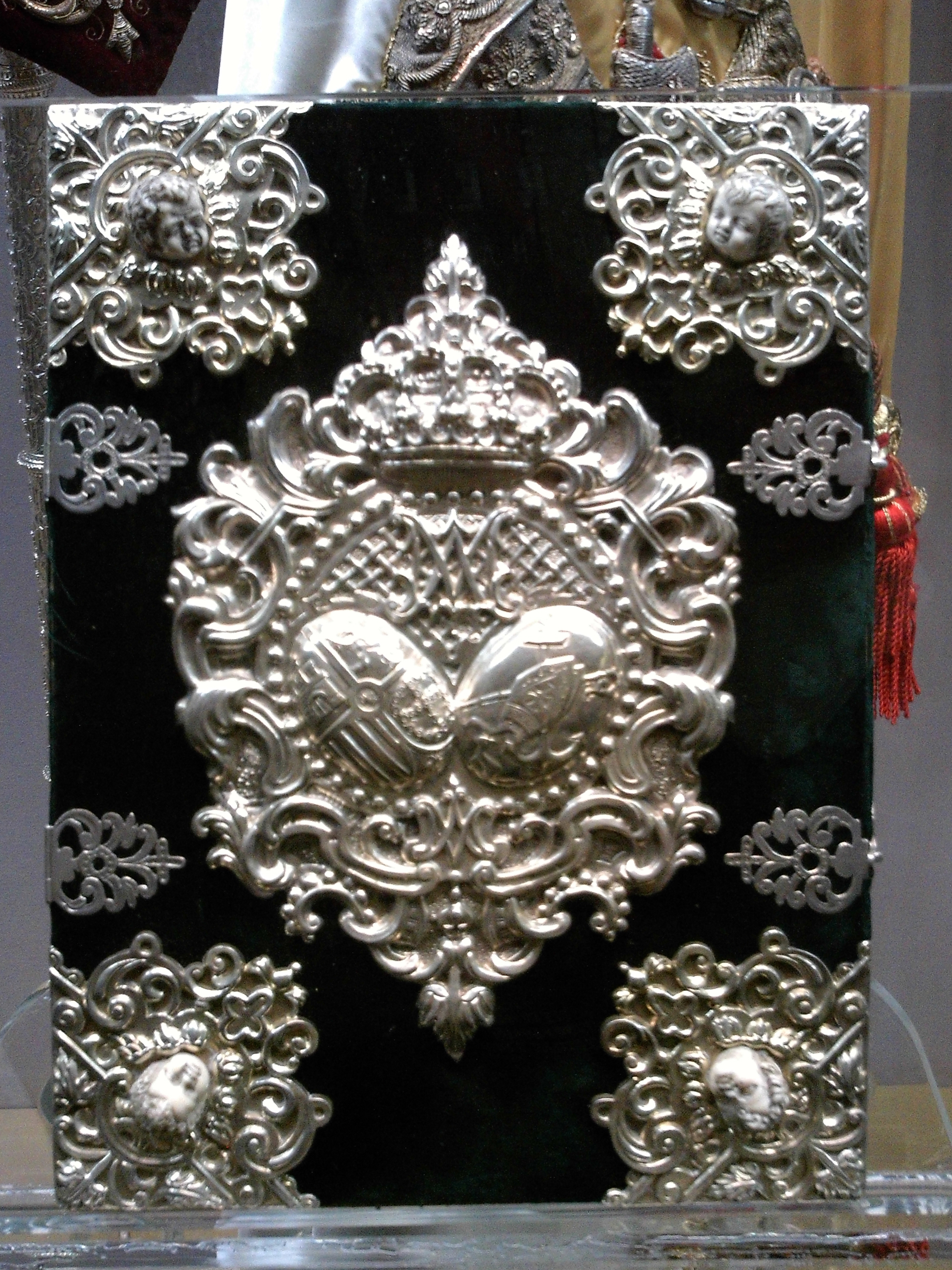
Libro de reglas de la Hermandad

El escudo o anagrama de la hermandad está compuesto de dos escudetes de forma oval inclinados que se unen en su vértice inferior. En el derecho, en campo de sinople aparecen representados un ancla (símbolo de la Esperanza) y un báculo de oro puestos en sotuer, cargado de mitra del mismo metal, que representa a San Gil Abad, en recuerdo de su pertenencia a dicha parroquia. El izquierdo contiene el escudo de armas de la Casa Real por gozar de título real, alternando castillos de oro en campo de gules, y leones de gules en campo de plata, con escusón de la Casa de Borbón sin orla. Entre ambos en la parte superior se ubica el anagrama mariano de azur, y sobre este, coronando el todo, una corona real cerrada; pendiente de la corona, desde 1793 bordea el conjunto un rosario, en referencia a la unión de ambas hermandades.
El estandarte, que se convierte también en insignia, está constituido por una bandera cuadrada de terciopelo verde, recogida por un cordón con borlas de oro alrededor de un asta rematada en cruz; en la parte central del mismo sostiene el escudo propio de la hermandad. También se considera insignia la medalla de hermano, realizada en metal plateado que porta en el anverso la figura de la Esperanza Macarena, mientras que en el reverso se utiliza el escudo de la hermandad; lleva cordón trenzado de tres hilos de seda, dos de ellos verdes y el restante dorado.
La hermandad tiene como lema la respuesta que Jesús dio a Pilato en el Pretorio, cuando este le preguntó por la verdad, a lo que Jesús respondió: «Yo soy la Verdad», tal y como narran San Juan (18:28-40) y San Mateo (27:22) en sus respectivos evangelios del Nuevo Testamento. Además, adquiere la frase de la Salve: «Esperanza Nuestra, Salve» que es constante en el culto del Santo Rosario y su letanía.

### Tramos del Cortejo de la Hermandad de la Macarena

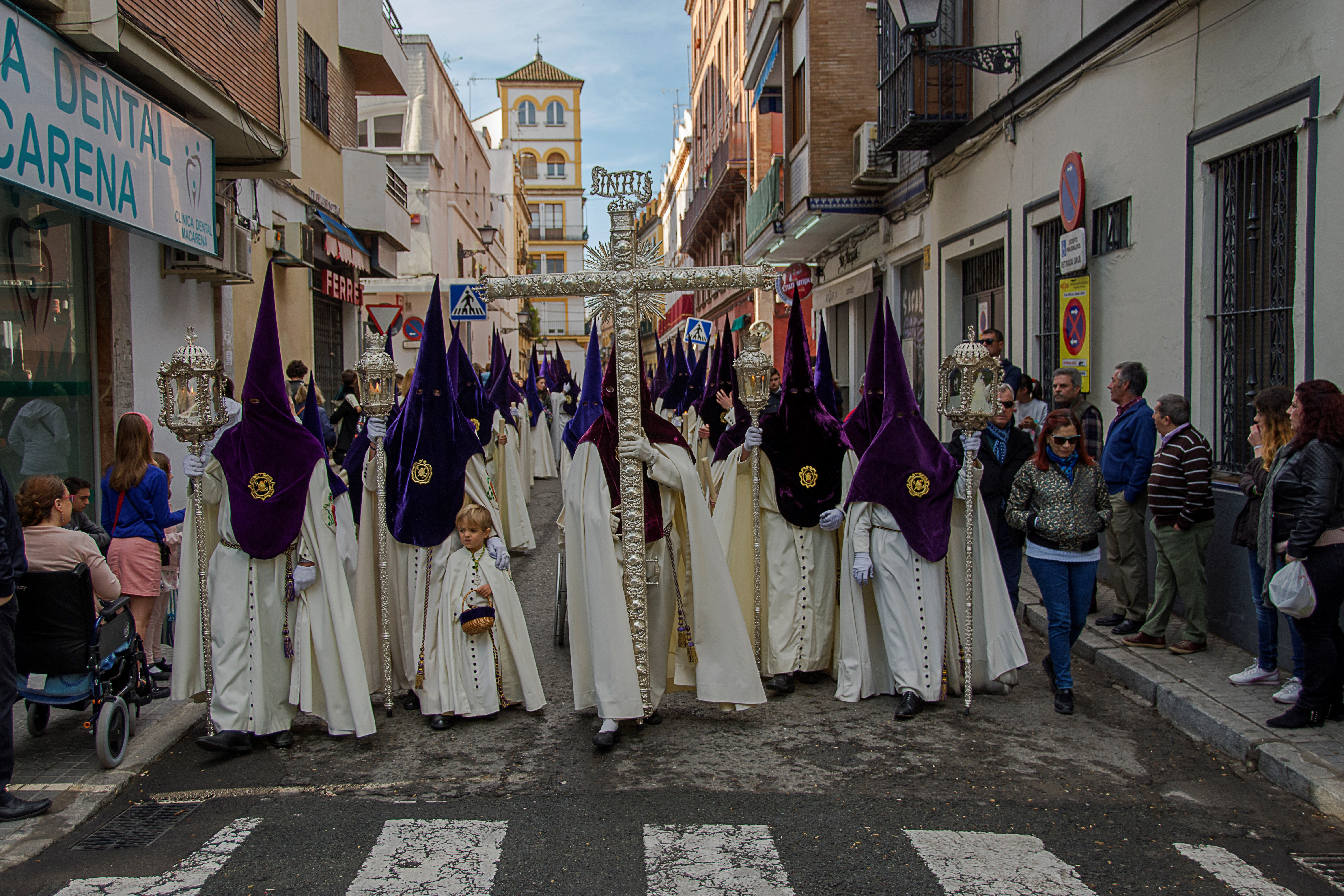
Inicio de la procesión de la Macarena en 2019.

En la actualidad los cortejos procesionales están divididos por tramos, cada uno de ellos está representado por una insignia que tiene concedida la hermandad, la función de estas es la dividir la cofradía, los tramos además están formados por nazarenos, en los primeros están los hermanos con menos antigüedad, y en los últimos, los más antiguos, conforme un hermano vaya adquiriendo años de antigüedad, va pasando a los tramos finales, donde estará más cerca de sus titulares durante la estación de penitencia, siendo un privilegio para los nazarenos.
- Banda de CCyTT Centuria Juvenil.
- Tramo 1°. 4 Bocinas.
- Tramo 2°. 4 Faroles en la Cruz de Guía.
- Tramo 3°. Cruz Parroquial.
- Tramo 4°. Senatus y 4 varas.
- Tramo 5°. Guion Real y 4 varas.
- Tramo 6°. Banderín de la Asistencia Social y 4 varas.
- Tramo 7°. Banderín Fundacional y 4 varas.
- Tramo 8°. Bandera Morada y 4 varas.
- Tramo 9°. Bandera Pontificia y 4 varas.
- Paso de misterio de Nuestro Padre Jesús de la Sentencia.
- Banda de CCyTT de la Centuria Romana Macarena y Armaos de la Macarena.
- Tramo 1°. 4 Bocinas.
- Tramo 2°. Tintinábulo.
- Tramo 3°. Simpecado y 4 varas.
- Tramo 4°. Bandera Verde y 4 varas.
- Tramo 5°. Banderín Santa Ángela de la Cruz y 4 varas.
- Tramo 6°. Guion Medalla de Oro de la Ciudad y 4 varas.
- Tramo 7°. Guion de la Coronación y 4 varas.
- Tramo 8°. Mediatrix y 4 varas.
- Tramo 9°. Bandera Asuncionista y 4 varas.
- Tramo 10°. Banderín Concepcionista y 4 varas.
- Tramo 11°. Banderín del Rosario y 4 varas.
- Tramo 12°. 4 Varas en Santas Reglas.
- Tramo 13°. 4 Varas en el Estandarte.
- Paso de palio de María Santísima de la Esperanza Macarena.
- Sociedad Filarmónica Ntra. Sra. del Carmen de Salteras

## Pasos e imágenes de la hermandad

### Virgen del Rosario

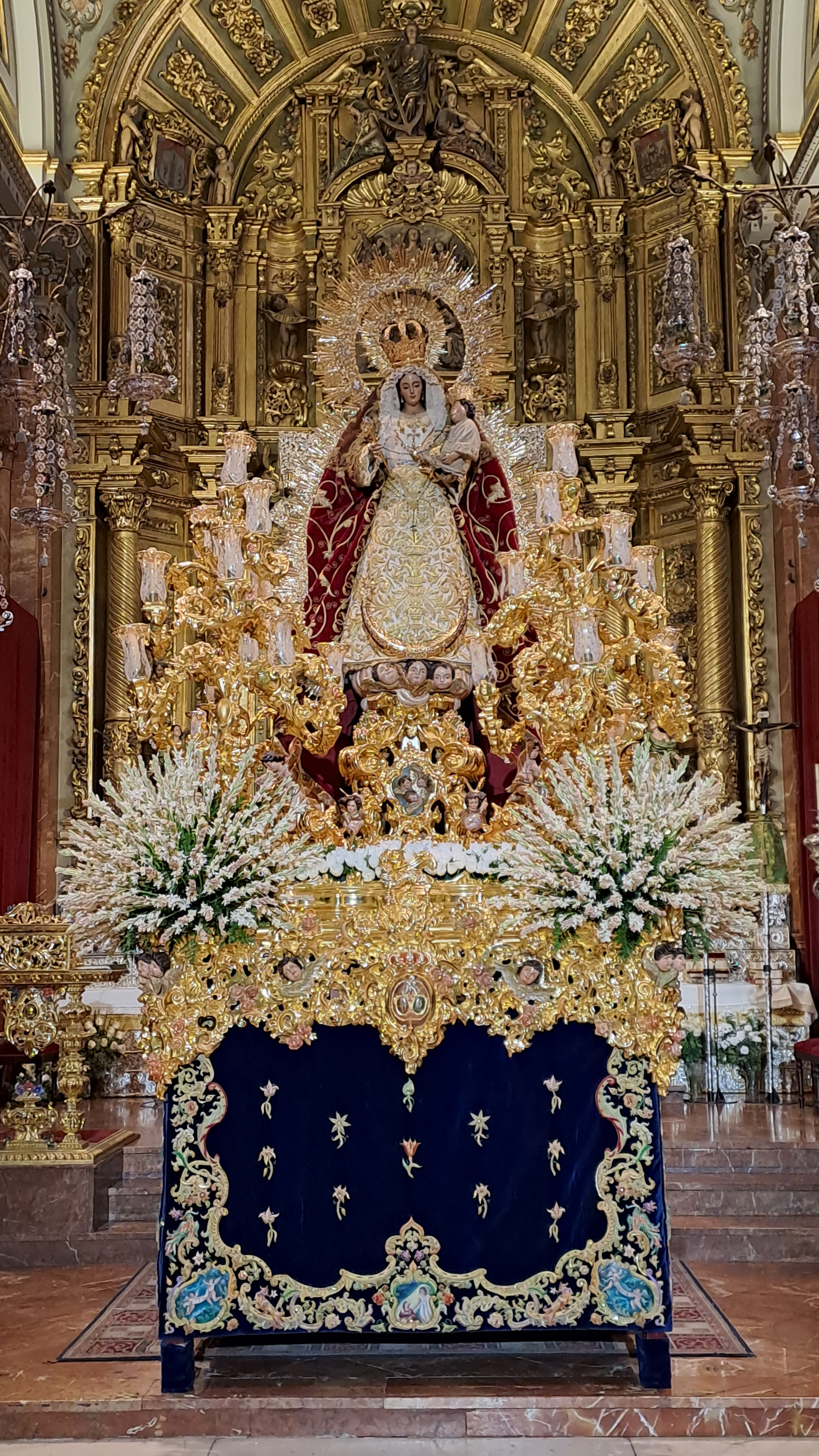
Imagen de Nuestra Señora del Santo Rosario, talla del de autor anónimo, atribuida a Pedro Duque Cornejo.Procesiona por las calles del barrio en octubre

La imagen de la Virgen del Santo Rosario es una obra anónima del siglo XVIII atribuida a Pedro Duque Cornejo (discípulo de Pedro Roldán) o a su taller; el Niño Jesús que porta en brazos también es anónimo, del siglo XVI, atribuido a Roque Balduque. Siendo una talla de bulto fue transformada en una de candelero para vestir, restaurada en profundidad en 1882, y posteriormente en 1960 y 1980.
El paso en el que procesiona en el mes de octubre fue realizado en estilo barroco-churrigueresco a finales de la década de los años 1950 por los talleres de Herrera y Feria, en el que destacan los suntuosos candelabros de filigrana. Tiene peana del siglo XVIII, en la que está inspirado el resto del conjunto; fue restaurado en 1973 por Luis Sánchez, alargando la parihuela. Fue utilizado por Nuestra Señora de la Presentación, titular de la Hermandad del Calvario en los años 1920 en una salida de gloria con motivo de la visita de la familia Real Española, así como por la imagen de San Francisco del convento de Santa Clara en la misma época.
Dentro del ajuar de la imagen destacan sus mantos de terciopelo rojo y tisú celeste (uno de ellos realizado por Juan Manuel Rodríguez Ojeda en 1914), así como los dos juegos de orfebrería, uno en plata y otro sobredorada para alternar con los mantos; además, posee un cetro de oro macizo que ha sido restaurado.

### Misterio de Jesús de la Sentencia

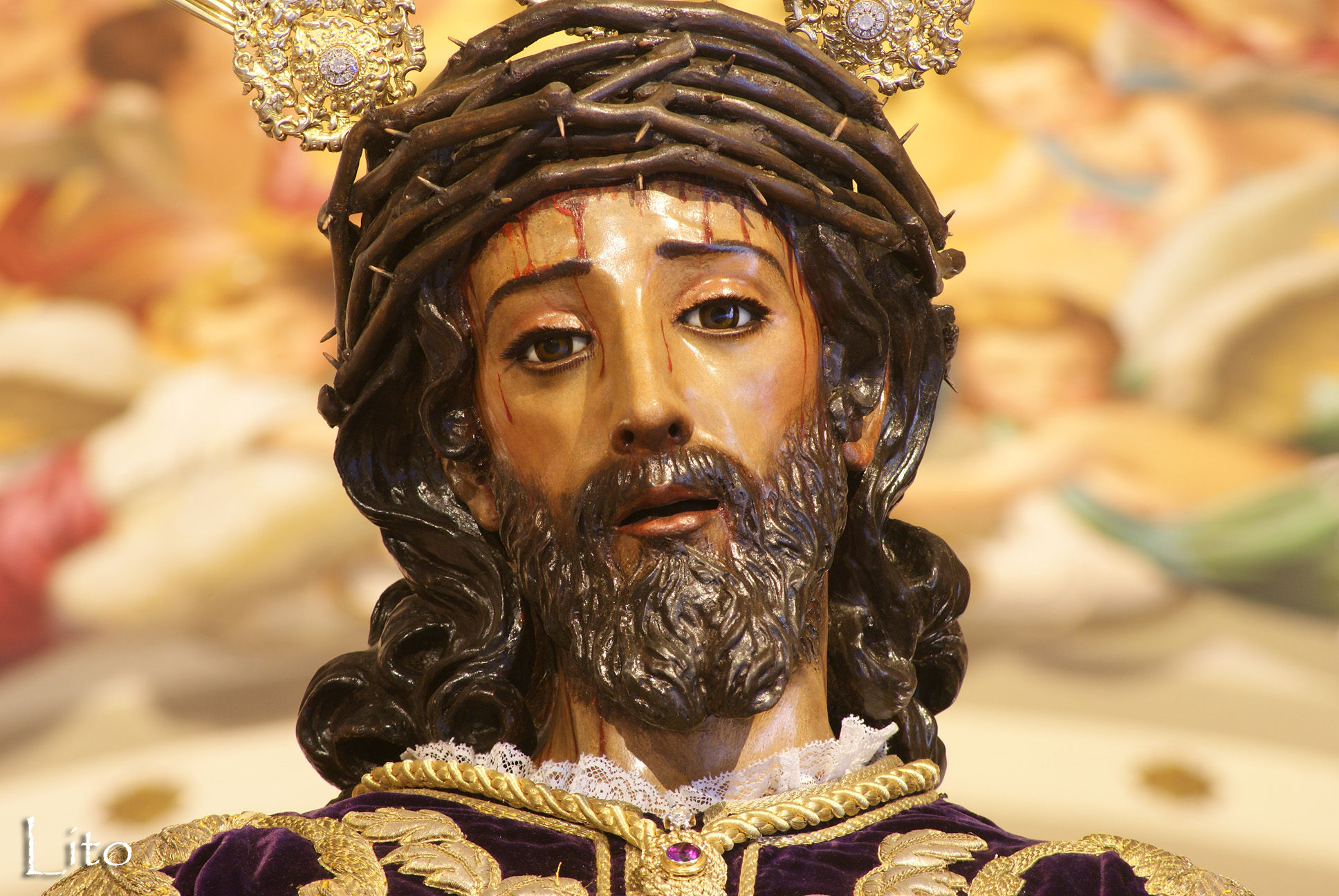
Rostro de Nuestro Padre Jesús de la Sentencia

El conjunto escultórico de Nuestro Padre Jesús de la Sentencia representa el juicio de Jesús narrado por San Mateo en su evangelio, que corresponde con la primera estación de la Pasión de Cristo. En el misterio aparece Jesucristo maniatado en el momento en que un sanedrita judío publica su sentencia, en presencia de Poncio Pilato, que está sentado en un trono; su mujer Claudia Procula, tres soldados romanos, otro judío y un esclavo etíope que ofrece a Pilato la palangana en la que se lavó las manos.
Se ha considerado durante muchos años que el autor de la talla de Jesús de la Sentencia fue Felipe Morales Nieto en 1654, sin embargo en el año 2000, el profesor Luque Teruel comprobó que existen tres contratos diferentes, uno de Felipe Morales Nieto, otro de Manuel Rodríguez y un tercero, de 1681, de Cristóbal Pérez. Tras analizar las características de la obra, llegó a la conclusión que la talla actual es obra de Cristóbal Pérez y data de 1681.. La imagen fue restaurada en 1933, 1936, 1954, 1960, 1966 y 1984, las potencias que luce están realizadas en 1966 en oro de ley y adornadas con piedras preciosas. El resto de imágenes fueron realizadas por el escultor sevillano Antonio Castillo Lastrucci en 1929, a excepción de un soldado romano que es obra de Luis Álvarez Duarte en 1978. Los ropajes del conjunto fueron restaurados en 1955 por Antonio Eslava Rubio, quien cambió los ropajes encolados por otros de tejido natural, mientras que los rostros fueron intervenidos por Rafael Barbero en 1959.
El paso fue realizado en 1955 por Rafael Fernández del Toro en estilo neobarroco y dorado por Manuel Calvo Camacho, aunque también contiene trabajos de orfebrería en plata de ley, como las corazas y espadas de las figuras realizadas por Manuel Jiménez Almagro. Lleva ángeles de Ortega Bru y relicarios de Fernando Marmolejo Camargo. Durante sus salidas es portado por cincuenta y cuatro costaleros, y siempre adornado con claveles rojos. En su estación de penitencia es acompañado de la Centuria Romana de la Macarena, conocida popularmente como los «armaos», que visten uniformes diseñados por Rodríguez Ojeda; la banda musical del paso es la Banda de Cornetas y Tambores de la Centuria, y la vestimenta de los cofrades es capa de color crema, con antifaz de terciopelo morado y cíngulo morado y oro.

### Palio de la Virgen de la Esperanza Macarena

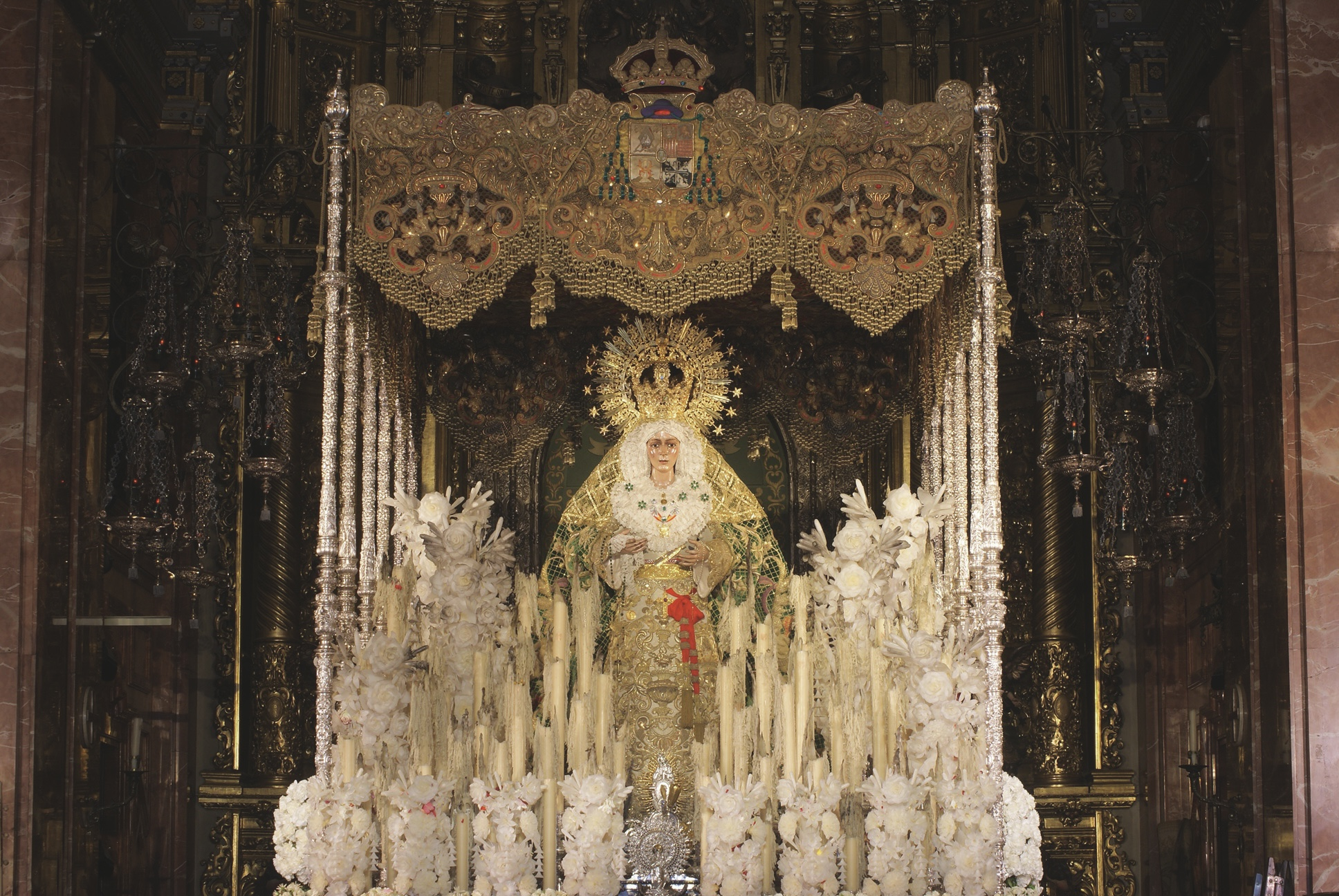
María Santísima de la Esperanza Macarena en su paso de palio

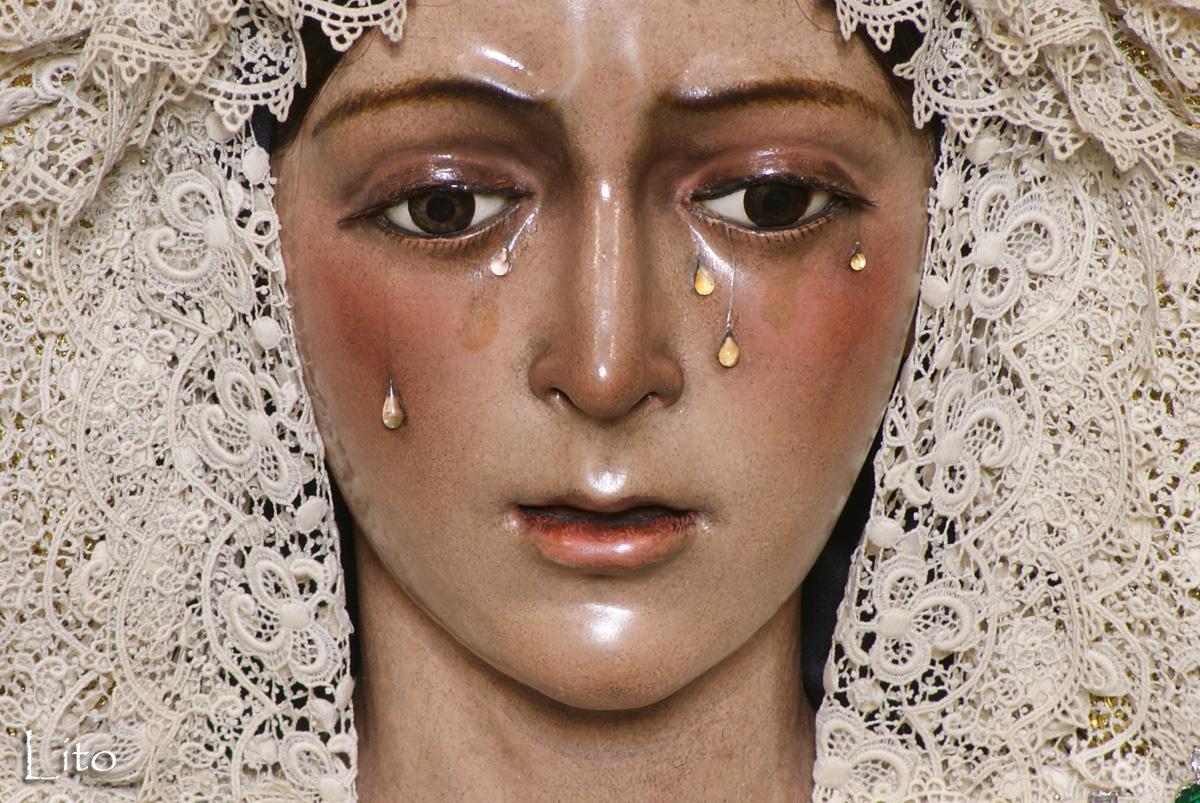
Rostro de María Santísima de la Esperanza Macarena

El segundo paso de la hermandad alberga bajo palio a María Santísima de la Esperanza Macarena, una imagen de escultor anónimo del siglo XVII atribuida al taller de Pedro Roldán que fue coronada canónicamente en 1964, recibiendo la medalla de Oro de la ciudad en 1971. Fue restaurada en diversas ocasiones, la última efectuada en 1978 por el profesor Francisco Arquillo. Posee corona de oro de ley enriquecida con brillantes diseñada por Rodríguez Ojeda en 1913, y sus reconocidas mariquillas en el pecho, conformando cinco rosas de cristal de roca verde que simbolizan los Siete Dolores padecidos por la Virgen María, que fueron regalo del torero Joselito el Gallo y representan uno de sus exornos más conocidos. En la cintura lleva la cruz pectoral de José María Bueno Monreal, cardenal-arzobispo de Sevilla, y una pluma de ave de oro que los sevillanos regalaron al canónigo Juan Francisco Muñoz y Pabón; finalmente sostiene un manípulo en la mano derecha y un rosario en la izquierda.
El paso de palio es de estilo neobarroco, y ha sido muy imitado posteriormente. Posee toda la orfebrería en plata de ley, con candelabros de cola (1939) y peana (1941) de Bautista Lozano, y candelería de Seco Velasco (1955). Los varales son de Cayetano González y Bautista, Landa y Fernández (1935-1936), y lleva dos miniaturas en plata representando a la Virgen del Pilar y a la Virgen de Guadalupe. Las bambalinas fueron bordadas en hilo de oro y sedas de colores sobre terciopelo granate y malla de oro imitando el diseño de las realizadas en 1908 por Rodríguez Ojeda, autor del techo, y la Gloria representa las virtudes teologales. Los respiraderos son obra de Sobrinos de Caro (1943-1945) y el llamador fue realizado en plata de ley por Seco Velasco (1955) representando al arcángel San Miguel dando muerte al dragón.
La imagen dispone de tres mantos que alterna en sus salidas: el conocido «El Camaronero» realizado en terciopelo verde con bordados en oro y malla del mismo metal, obra de Rodríguez Ojeda (1899-1900), otro de tisú verde bordado en hilo de oro por el mismo autor (1930) y el manto de la coronación, realizado por Esperanza Elena Caro en 1964 según diseño de Fernando Marmolejo, que compagina con las diferentes sayas del ajuar. La ornamentación floral del paso de palio son claveles blancos, sus nazarenos visten igual que los del Señor, cambiando el morado por el verde, color de la esperanza, y es acompañado de la Sociedad Filarmónica del Carmen de Salteras.

## Sede
La hermandad se fundó en 1535 en el ya desaparecido Convento de San Basilio. Posteriormente, en 1653 fue trasladada a la Iglesia de San Gil, donde procesionó por primera vez en 1654. En 1949 fue aprobado el decreto que la trasladó a la Basílica del mismo nombre del barrio, procesionando desde esta sede desde 1950.
|                                       |
| Convento de San Basilio (1535 - 1653) |

|                                  |
| Iglesia de San Gil (1653 - 1949) |

|                                           |
| Basílica de la Macarena (1949 - presente) |

## Fiestas y cultos que celebra

### Semana Santa
Realizó su primera salida procesional en la tarde del Viernes Santo de 1615, detrás del cristo de la Humildad, aunque con vestimenta y estandarte propios, llevando a cabo su primera estación de penitencia de manera independiente en 1624. Cuatro años más tarde trasladó su salida a la madruga del mismo día, hecho que se produce en la actualidad. La hora de salida es las doce de la madrugada, abriendo el cortejo la banda infantil de la Centuria Romana; tras ella se incorpora la cruz de guía labrada por Marmolejo, y detrás de esta la propia Centuria Romana, conocida como los armaos, con su banda. Le sigue el paso del misterio, el paso de palio y finalmente la banda del Carmen de Salteras.
El recorrido comienza en su basílica de la calle Bécquer y pasa bajo el arco de La Macarena para incorporarse a la carrera oficial a través de las calles Resolana, Feria, Correduria, Europa, Alameda de Hércules, Trajano y la plaza del Duque. Una vez iniciada la carrera oficial, discurre por las calles Placentines, Alemanes, Argote de Molina, nuevamente Placentines, Francos, Chapineros, Álvarez Quintero, Plaza del Salvador, Cuesta del Rosario, Alfalfa, Plaza del Cristo de Burgos, San Pedro, Santa Ángela de la Cruz, San Juan de la Palma, Feria, plaza de Montesión, Relator, Parras, Escoberos, fray Luis de Sotelo y finalmente la Resolana para terminar de nuevo en la basílica, con hora programada a las 13:30 horas del mediodía. Otros años, sustituye el paso de las plazas de Abastos y Calderón de la Barca y calle Amargura para ir por Feria y relator con el fin de recortar horarios. Este es el recorrido que hace actualmente.

### Fiestas del Barrio de la Macarena en Gloria de la Virgen del Santo Rosario

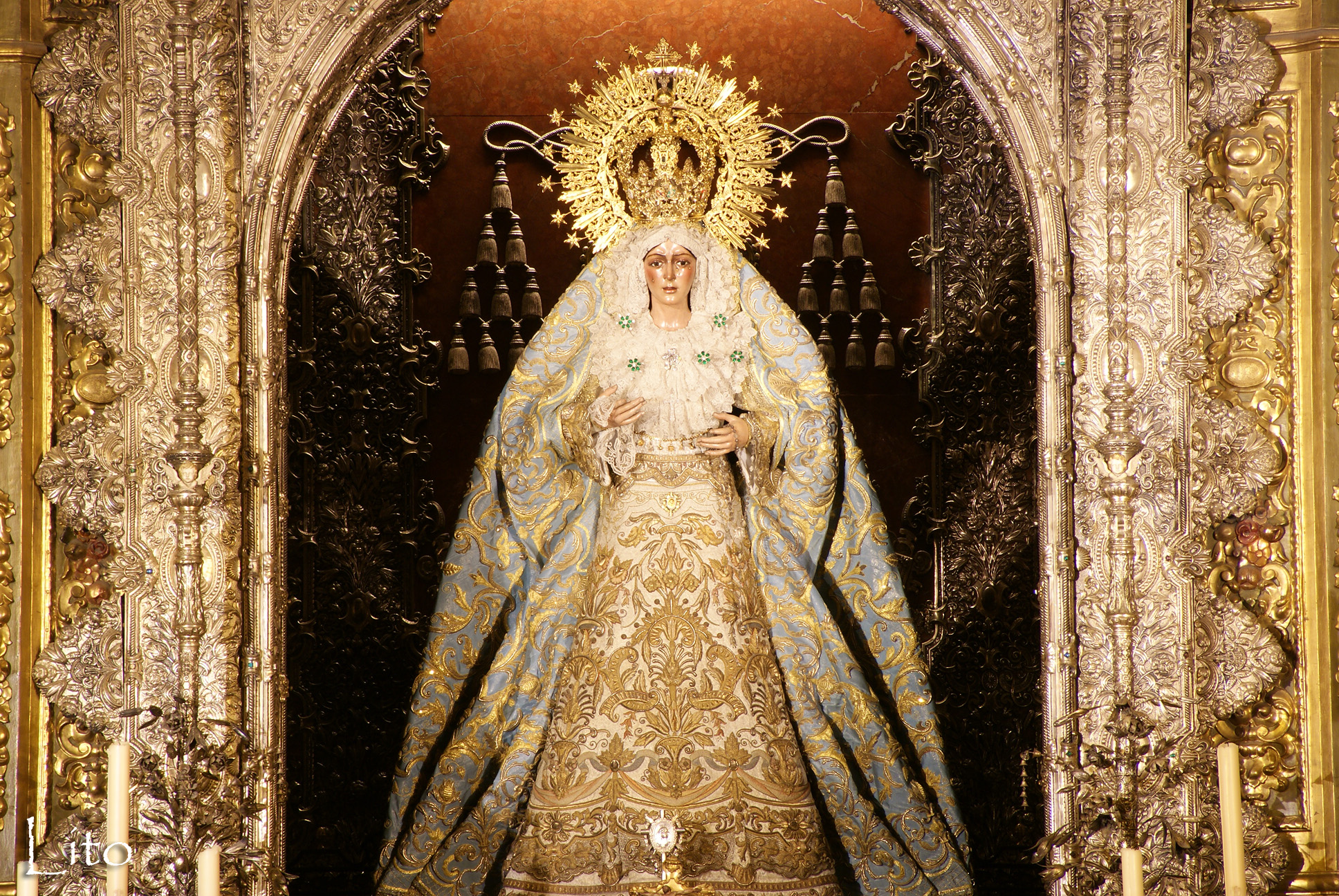
La Macarena en el camarín de su basílica

Hasta la primera mitad del siglo XX se celebró la tradicional Velá de la Virgen del Rosario, que fue recuperada por la hermandad en el año 2003 bajo el nombre de Fiestas del Rosario, con la doble finalidad de servir como lugar de convivencia entre los hermanos y vecinos de su barrio, así como el de recaudar fondos para su asistencia social. En el año 2008 modificó su nombre, pasando a denominarse Fiestas de la Macarena, a las que adjuntaron la muestra Expocofrade: un certamen empresarial ocupado del mundo cofradiero que reunió a treinta firmas del sector en su primera edición, con gran éxito, siendo ampliada a cuarenta en su edición del 2009.
La fecha de celebración originaria era el primer fin de semana de octubre, coincidiendo con la festividad de la Virgen del Rosario, que tiene lugar el 7 de octubre. Tras la recuperación de la festividad, la fecha varía entre los últimos días de septiembre y los primeros de octubre, y el lugar elegido para las celebraciones fue el parque de la Torre de los Perdigones, en el que se instalan diferentes atracciones de feria y paradas de comida, y donde tienen lugar las diferentes actuaciones musicales y actividades que se programan. En la edición de 2010, la encargada de inaugurar las fiestas fue doña Cayetana Fitz-James Stuart y Silva, XVIII duquesa de Alba, quien ostenta el cargo de camarera de honor de la Esperanza Macarena.

## Paso por la carrera oficial
| Predecesor: El Gran Poder | Orden de entrada en la carrera oficial (La Madrugá) Tercer lugar tras la concordia de 1903 | Sucesor: El Calvario |